# Epic Mickey
Epic Mickey est un jeu vidéo de type action-aventure et plates-formes sorti sur Wii le 25 novembre 2010, reprenant l'univers Disney.
Il a été développé par Junction Point Studios, studio fondé en partie par Warren Spector (System Shock, Deus Ex...), et édité par Disney Interactive Studios. Ce jeu marque la tentative de Disney de relancer le personnage de Mickey Mouse en faisant de ce dernier le héros à part entière d'un jeu vidéo.
Le 21 mars 2012, Junction Point Studios, filiale du studio Disney Interactive confirme le développement d'une suite nommée Epic Mickey 2 : Le Retour des héros qui est sortie le 22 novembre 2012 sur Wii, Wii U, Xbox 360 et PS3.
Une version remasterisée du jeu, Epic Mickey: Rebrushed, sort sur Nintendo Switch en 2024. Elle est développée par Purple Lamp Studios (en) et éditée par THQ Nordic.

## Synopsis
Alors qu'il faisait la sieste, Mickey Mouse fut attiré par son miroir qui l'envoie dans l'atelier du sorcier Yensid, qui était en train de créer avec son pinceau magique, un monde pour les personnages oubliés de Disney. Profitant de l'absence du magicien, Mickey voulut essayer le pinceau, mais créa par accident une créature monstrueuse qui l'attaque, Mickey parvient à le neutraliser, mais dans la panique il fait tomber une bouteille de diluant sur le monde de Yensid avant de prendre la fuite. Le sorcier ne put alors que constater les dégâts: le monde qu'il avait créé était devenu un monde de désolation.
Les années passent, et Mickey devient la célébrité que tout le monde connait. Mais un jour, il fut aspiré dans le monde de la désolation par le monstre qu'il avait autrefois crée et qui s'est allié avec le savant fou pour lui voler son cœur.
Toutefois Mickey parvient à s'en sortir, et va devoir explorer le monde de la désolation à la recherche d'un moyen de rentrer chez lui. Il sera aidé dans sa quête par le gremlin Gus et Oswald le lapin chanceux.

## Développement

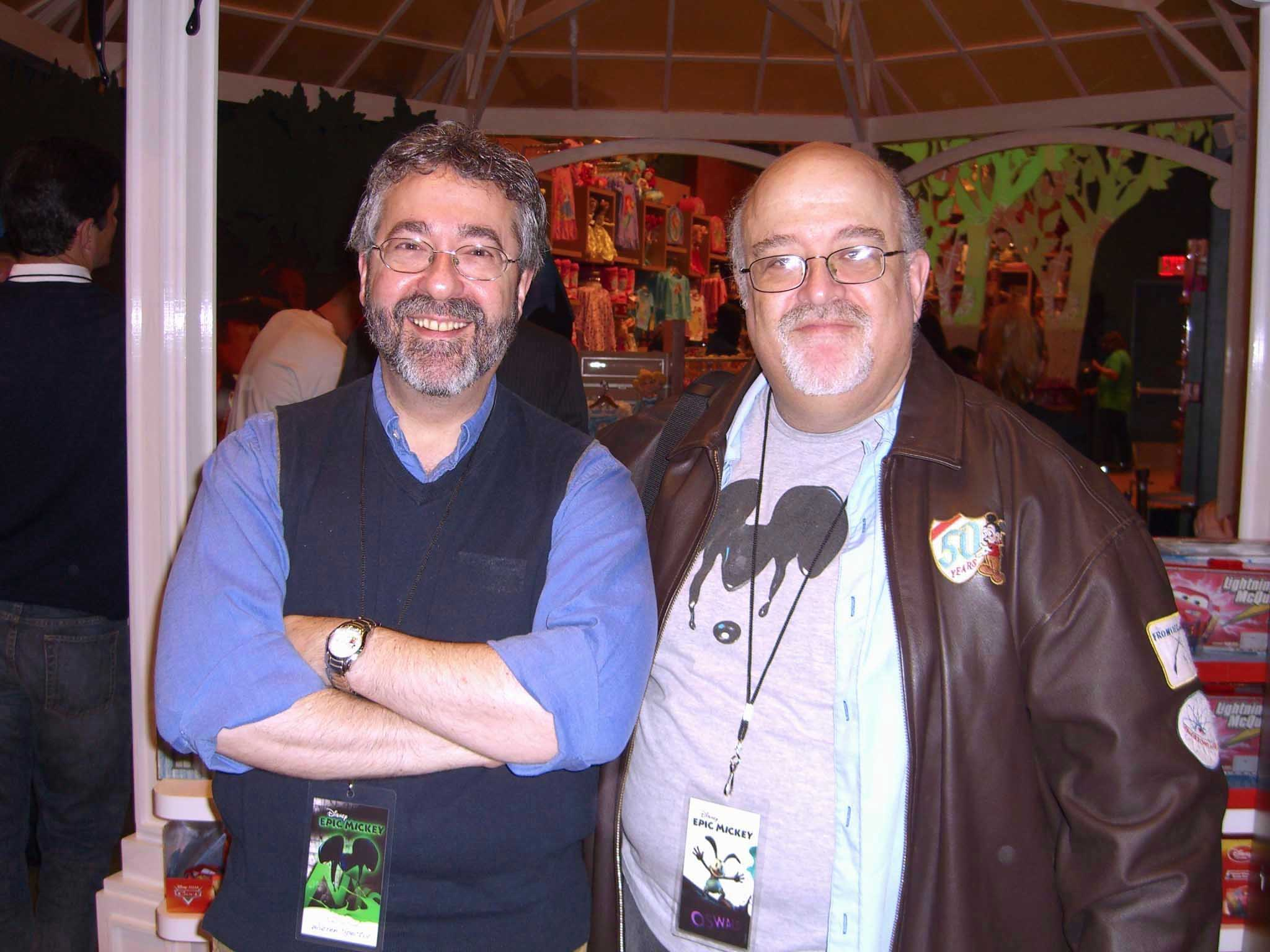
Le designer Warren Spector et le scénariste Peter David lors de la soirée de lancement du jeu, le 30 novembre 2010, au Disney Store de Times Square.

Le 8 octobre 2009, le site Game Informer dévoile une vidéo qui montre un dessinateur de Junction Point Studios en train de dessiner un ennemi du jeu. Le dessin final montre un mélange entre plusieurs personnages connus de chez Disney, dont Hadès du long métrage d'animation Hercule, ou encore Benny le taxi, du film Qui veut la peau de Roger Rabbit.
Le jeu a été présenté lors de l'E3 2010 et est disponible sur console Wii.